# Historia de Delaware
La historia de Delaware como una entidad política inició con la colonización de América del Norte por colonos europeos. Desde 1638, Delaware ha constado de tres condados. Cada condado tiene su propia historia de desarrollo. Los habitantes tempranos solían identificarse más ínitimamente con su condado que su colonia o estado. Todo del estado ha existido en la gran esfera de influencia de Filadelphia.

## Pueblos indígenas
Antes de los asentamientos europeos, moraban en el área los Delaware (también llamados los Lenni Lenape), los Susquehanna, y otras tribus nativas.

## Colonias de Países Bajos y de Suecia

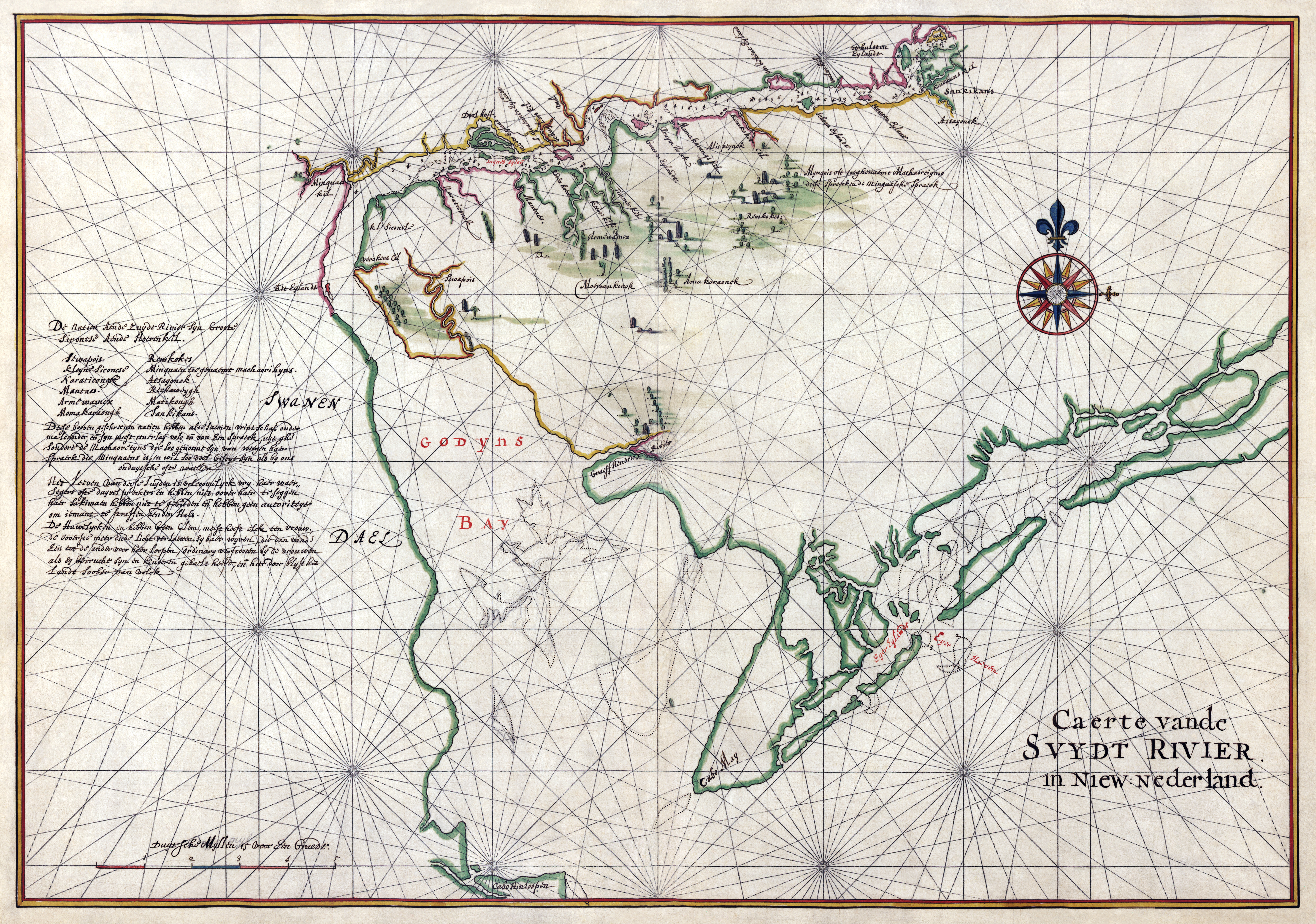
Carta náutica de la colonia neerlandesa de Zwaanendael y Godyn's Bay (Bahía de Delaware), 1639

Los ingleses reclamaron la cuenca del Río Delaware basado en las exploraciones de John Cabot en 1497, del capitán John Smith, y de otros, y la nombraron el título de Thomas West, tercer barón De La Warr, el gobernador de Virginia desde 1610 hasta 1618. En ese tiempo, se consideraba que el área era parte de la Colonia de Virginia.
Sin embargo, el Imperio neerlandés también tenía un reclamo basado en las exploraciones de 1609 de Henry Hudson, y, bajo la supervisión de la Compañía Neerlandesa de las Indias Occidentales, los neerlandeses fueron los primeros europeos en ocupar la tierra. Establecieron factorías: Fort Wilhelmus en 1624 en "Hooghe Eyland", ahora Isla Burlington; Fort Nassau, cerca del actual Gloucester City, New Jersey, en 1626; y en Zwaanendael, el actual Lewes, Delaware, en 1631. Peter Minuit era el director general neerlandés de Nuevos Países Bajos durante este período y probablemente pasó tiempo en la factoría de Isla Burlington, y así se familiarizó con la región.
Sin embargo, Minuit tuvo un conflicto con los directores de la Compañía Neerlandesa de las Indias Occidentales, y fue revocado de Nuevos Países Bajos. Minuit rápidamente se presentó a sus amigos en Suecia, una gran potencia en la política europea de entonces. Establecieron una Compañía Sueca Sureña, con fin de colonizar el territorio de Nueva Suecia, y, tras muchas negociaciones, Minuit guio un grupo bajo el pabellón sueco al Río Delaware en 1638. Establecieron una factoría en Fort Christina, en el actual Wilmington. Minuit reclamó la orilla occidental del Río Delaware, porque dijo que no había encontrado asentamientos europeos allí. A diferencia de la Compañía Neerlandesa de las Indias Occidentales, los suecos intentaron llevar colonos a su factoría y establecer una colonia.
Minuit se ahogó en un huracán en el camino a casa ese mismo año, pero la colonia sueca siguió creciendo paulatinamente. Para 1644, colonos suecos y finlandeses vivían en ambas orillas del Río Delaware desde Fort Christina hasta el Río Schuylkill. El gobernador más bien conocido de Nueva Suevia, Johan Björnsson Printz, mudó su residencia al Municipio de Tinicum, Pensilvania, donde quería concentrar los asentamientos.
Mientras que Zwaanendael ("valle de los cisnes"), o el actual Lewes, pronto fue destruido en una guerra contra los indígenas, los neerlandeses no abandonaron su reclamo al área, y en 1651, bajo el mando de Peter Stuyvesant, construyó Fort Casimir, el actual New Castle. Tres años después, en 1654, Johan Risingh, el gobernador sueco, capturó Fort Casimir. Para los suecos esto fue un gran error, porque el verano próximo, el ultrajado Stuyvesant dirigió otra expedición neerlandesa al Río Delaware, atacó todas comunidades suecas, y incorporó por fuerza toda el área en la colonia de Nuevos Países Bajos de nuevo.

## Colonia británica
Pronto, sin embargo, los ingleses afirmaron su reclamo y expulsaron a los neerlandeses. En 1664, Jacobo, el Duque de York y el hermano del Rey Carlos II, equipó una expedición que fácilmente expulsó los neerlandeses de los ríos Hudson y Delaware, y así hizo el Duque de York la autoridad sobre toda el área.
Sin embargo, Cecilius Calvert, Segundo Barón de Baltimore, el propietario de Maryland, alegó un reclamo rival a la costa occidental de la Bahía de Delaware, incluyendo todo del actual estado de Delaware. En respto a la voluntad real de Carlos II de complacer a su hermano Jacobo, Calvert no afirmó su reclamo. Jacobo, Duque de York, creía que había ganado el área por la guerra y estaba justificado en su propiedad. El área era administrada de Nueva York como parte de la Colonia de Nueva York de Jacobo.
William Penn fue dado "Pennsylvania", pero su subsidio específicamente excluyó New Castle y todas las tierras dentro de 19 kilómetros de él. Sin embargo, Penn quería una salida al mar para su nueva provincia. Persuadió a Jacobo a alquilerle la costa occidental de la Bahía de Delaware. Por eso, en 1682, Penn llegó en New Castle con dos documentos, una carta para la Provincia de Pensilvania y un arrendamiento para lo que sería llamado los "Condados Bajos en el Delaware".
Penn había heredado los reclamos de Jacobo, y por eso inició casi 100 años de litigio entre Penn y Baltimore, y sus herederos en la Corte de Cancillería en Londres. La resolución de los pleitos ocurrió cuando los herederos acordaron cumplir con la medición famosa de Charles Mason y Jeremiah Dixon entre 1763 y 1767. Su obra creó la famosa Línea Mason–Dixon. No fue completado el final arbitraje hasta justo antes de la Revolución de las Trece Colonias. La resolución fue un razón principal para la alianza política íntima entre los propietarios de los Condados Bajos y el gobierno realista.
En el Frame of Government of 1682 de William Penn, este estableció una asamblea combinada para su dominio mediante proveer la membresía igual para todos los condados y requerir que la legislación tuviera el asentimiento de los Condados Bajos y los Condados Altos de Chester, Filadelfia y Bucks. El lugar de encuentro para la asamblea alternaba entre Filadelfia y New Castle. Cuando Filadelfia empezó a crecer, sus líderes resentían tener que viajar a New Castle y conseguir el acuerdo de los asambleístas de los poco poblados Condados Bajos. En 1704, miembros de las dos regiones acordaron reunirse y aprobar leyes separadamente. Las regiones continuaron compartiendo un gobernador, pero la Pronvincia de Pensilvania nunca se fusionó con los Condados Bajos.
La Línea Mason-Dixon forma la frontera entre Pensilvania y Delaware; la frontera entre Pensilvania y Delaware tiene un arco llamado el Círculo de Doce Millas, creado en el siglo XVI para claramente definir el área dentro de la esfera de influencia de New Castle. Una disputa menor presistió hasta 1921 sobre el Wedge (la Cuña), un área donde la línea Mason-Dixon y el Círculo de Doce Millas dejaron un fragmento de tierra reclamado por Pensilvania y Delaware.

## La Revolución de las Trece Colonias
Delaware se rebeló contra el dominio británico en la Revolución de las Trece Colonias. Tras el inicio de la Revolución en 1776, los tres condados se convirtieron en el Estado de Delaware, y el mismo año el estado adoptó su primera constitución. Sus primeros gobernadores eran llamados el "presidente".
La Batalla de Cooch's Bridge fue el único combate importante que ocurrió en Delaware. La batalla inició el 30 de agosto de 1777, unos 3 kilómetros al sur de Cooch's Bridge (en el actual Newark). Los patriotas hostilizaron las fuerzas del Ejército Británico. Sin embargo, los aproximadamente 700 patriotas tenían menos armas y menos hombres. Las tropas de Washington fueron obligados a retirarse.
Para el 3 de septiembre, los patriotas se habían retirado a Cooch's Bridge. Un regimiento de 100 tiradores bajo el mando del general William Maxwell emprendió una escaramuza. En la batalla resultante, los patriotas repelieron varios ataques británicos y hessianos, pero pronto agotaron sus municiones y empezaron a retirarse.
Los británicos tomaron la propiedad y quemaron muchos edificios. El general Cornwallis usó la casa de Cooch como su cuartel general por la próxima semana mientras los británicos se reagruparon. Las bajas americanas eran unas 30.
Poco después, el general Howe desplegó sus tropas. El 11 de septiembre, derrotó a los patriotas en la Batalla de Brandywine y entonces capturó la capital estadounidense de Filadelfia.
Delaware expermintó una insurrección lealista en abril de 1778 llamada la Rebelión de Clow.
En 1783, la Guerra terminó con el reconocimiento de la independencia de Delaware y las otras colonias en el Tratado de París.

## 1783–1860
Delaware fue el primer estado en ratificar la Constitución de los Estados Unidos.
Éleuthère Irénée du Pont llegó a Estados Unidos de Francia en 1800 y estableció la fábrica de pólvora más grande del país al norte de Wilmington en 1804. Su Compañía DuPont (ahora una de las empresas químicas más grandes del mundo) fue el proveedor más grande a pólvora al Ejército Estadounidense a principios de la Guerra de Secesión, y los descendientes de du Pont, ahora son una de las familias más ricas y exitosas del país.
El liberto Peter Spencer estableció la iglesia afroestadounidense más vieja del país en 1813 como la "Union Church of Africans" (en español: La Iglesia Unión de Africanos). El Big August Quarterly, el que inició en 1814, todavía es celebrado hoy.
La construcción del Conducto Chesapeake y Delaware atrajo negocios de envío al estado y expandió las oportunidades comerciales del estado.

### Población
| Año de censo |  | Población del Condado de New Castle | Porcentaje de la población estatal |  | Población del Condado de Kent | Porcentaje de la población estatal |  | Población del Condado de Sussex | Porcentaje de la población estatal |  | Población total de Delaware |
| ------------ |  | ----------------------------------- | ---------------------------------- |  | ----------------------------- | ---------------------------------- |  | ------------------------------- | ---------------------------------- |  | --------------------------- |
| 1790         |  | 19,688                              | 33%                                |  | 18,920                        | 32%                                |  | 20,488                          | 35%                                |  | 59,096                      |
| 1800         |  | 25,361                              | 39%                                |  | 19,554                        | 30%                                |  | 19,358                          | 30%                                |  | 64,273                      |
| 1810         |  | 24,429                              | 34%                                |  | 20,495                        | 28%                                |  | 27,750                          | 38%                                |  | 72,674                      |
| 1820         |  | 27,899                              | 38%                                |  | 20,793                        | 29%                                |  | 24,057                          | 33%                                |  | 72,749                      |
| 1830         |  | 29,720                              | 39%                                |  | 19,913                        | 26%                                |  | 27,115                          | 35%                                |  | 76,748                      |
| 1840         |  | 33,120                              | 42%                                |  | 19,872                        | 25%                                |  | 25,093                          | 32%                                |  | 78,085                      |

## Delaware en la Guerra Civil
La esclavitud había sido polémica en Delaware por décadas antes del inicio de la Guerra de Secesión. La oposición a la esclavitud en Delaware, importada de los cuákeres de Pensilvania, causó a muchos duenos de esclavos a librar sus esclavos; para 1810, la mitad de la población negra de Delaware era liberta, y más de 90 por ciento era liberta para 1860. Esta tendencia también causó que los legisladores quienes apoyaban la esclavitud restringuieran las organizaciones de libertos, y la policía de Wilmington era acusada de aplicación áspera de leyes de esclavos fugitivos, y muchos delawareños secuestraron a libertos y los vendieron a plantaciones en el sur.
Durante la Guerra de Secesión, Delaware era un estado esclavista, pero permaneció en la Unión. (Delaware votó no seceder el 3 de enero de 1861.) Aunque la mayoría de los ciudadanos quienes sirvieron en la Guerra lucharon por la Unión, algunos sirvieron en compañías confederadas en los regimientos de Maryland y Virginia. 

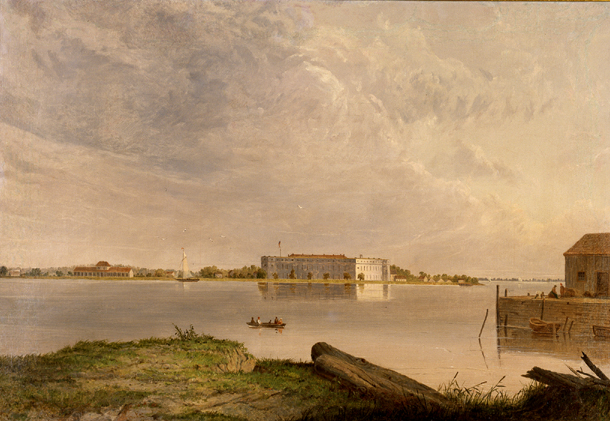
Fort Delaware, hacia 1870 de Seth Eastman (1808 - 1875).

Para 1862, Fort Delaware, un fuerte portuario en la Isla Pea Patch en el Río Delaware, estaba sirviendo como una prisión para prisioneros de guerra confederados.
Las condiciones en la prisión inicialmente eran "tolerables," según investigaciones de la Universidad de Delaware. "En su primer año de operación en 1862, la población variaba entre 3.434 presos en julio y 123 más tarde en ese zño debido a intercambios rutinarios de presos entre el Norte y el Sur." Sin embargo, para el verano de 1863, tras enfrentamientos militares incluyendo la Batalla de Gettysburg, "la población del fuere había aumentado a más de 12.000 debido al influjo de presos de batallas en Vicksburg y Gettysburg," y este cambio empezó a perjudicar las condiciones para los presos.
Cuando se daba cuenta de que se necesitaría más alojamiento para los presos, oficiales iniciaron un programa de construcción en 1862, y construyó cuarteles para soldados llamados la "jaula de toros". Un hospital fue construido también, junto con un cuartel para los soldados que guardaban los presos.
Para el fin de la guerra, el fuerte albergaba casi 33.000 presos, y a eso de 2.500 se murieron debido a condiciones en la prisión. La mitad de las muertes fueron debido a una epidemia de la viruela en 1863.
Dos meses antes del fin de la Guerra de Secesión, el 8 de febrero de 1865, Delaware votó rechazar la Decimotercera Enmienda, y así votó continuar la esclavitud tras la guerra. Sin embargo, el voto resultó inútil, porque otros estados ratificaron la Enmienda, y esta entró en vigor en diciembre de 1865, y así terminó la esclavitud en Delaware. En un gesto simbólico, Delaware ratificó la Enmienda el 12 de febrero de 1901. Delaware también rechazó la Decimocuarta Enmienda durante la Era de Reconstrucción.

## Después de la Guerra de Secesión
Aunque Delware es un estado norteño y se afilió con la Unión durante la Guerra de Secesión, era segragado tanto de fact como de jure. Temerosos de que la Ley de Derechos Civiles de 1875 pudiera establecer la igualdad social, legisladores delawareños aprobaron Leyes Jim Crow en 1875, las que en efecto hicieron a los negros delawareños ciudadanos de seguanda clase. El sistema educativo de Delaware fue segregado por ley. De hecho, la segregación educativa en Delaware estaba escrita en la constitución estatal.
En 1952, la Corte de Cancillería de Delaware falló sobre el caso de Gebhart vs. Belton y la Corte Suprema de Delaware afirmó la decisión. Esta fue uno de los cinco casos combinados en el Caso de Brown contra Consejo de Educación, la decisión de 1954 de la Corte Suprema de los Estados Unidos que prohibió la segregación racial en las escuelas estatales.
El resultado de estos casos fue la integración complete de Delaware, aunque con mucho tiempo y esfuerzo. Sin embargo, progreso de relaciones raciales retrocedió con los disturbios raciales que estallaron en Wilmington en abril de 1968 tras el asesinato del Dr. Martin Luther King, Jr. en Memphis. Algunos consideraban torpe la reacción de Delaware a los disturbios, la que involucró la ocupación virtual por un año por la Guardia Nacional de Delaware.

## Leer más
- Borden, Morton; The Federalism of James A. Bayard (Columbia University Press, 1955)
- Delaware Federal Writers' Project; Delaware: A Guide to the First State (famous WPA guidebook 1938)
- Hancock, Harold Bell. The Loyalists of Revolutionary Delaware (2nd ed 1977) online free to borrow
- Johnson, Amandus The Swedes in America 1638–1900: Vol. I, The Swedes on the Delaware 1638–1664. (1914)
- Johnson, Amandus The Swedish Settlements on the Delaware 1638–1664, Volume II (1927)
- Myers, Albert Cook ed., Narratives of Early Pennsylvania, West New Jersey, and Delaware, 1630–1707 (1912)
- Ward, Christopher Dutch and Swedes on the Delaware, 1609- 1664 (University of Pennsylvania Press, 1930)
- Wiener, Roberta and James R. Arnold. Delaware: The History Of Delaware Colony, 1638–1776 (2004)
- Weslager, C. A.  New Sweden on the Delaware, 1638–1655 (The Middle Atlantic Press, Wilmington. 1988)

- Datos: Q5775877
- Multimedia: History of Delaware / Q5775877